# Бру (язык)
Бру (Bru, B’ru, Baru, Brou, Bruu) — мон-кхмерский диалектный континуум катуйской ветви, на котором говорят народы катанг и бру в Юго-Восточной Азии.

## Диалекты
- На восточном бру (Bru Tri, Brou, Bru, Quang Tri Bru, Van Kieu) говорят в округе Сепоне восточной части провинции Саваннакхет в Лаосе, а также в провинциях Даклак, Куангбинь, Куангчи во Вьетнаме. Имеет диалекты леун (калеу, леунг), манконг, чи (чали, сочи, сочии).
- На западном бру (Baru, B’ru, Bruu) говорят в округе Донг-Луанг провинции Мукдахан в Таиланде.
- На диалекте кхуа (Khua) говорят на западной части центра Вьетнама, юго-восточнее города Заптам, а также в округе Буарапха, северо-западнее города Буалапха, провинции Кхаммуан в Лаосе.
- На диалекте со (Bru, Kah So, Kha So, Makong, Mang Cong, Mangkong, Mang-Koong, Mankoong, Sô, So Makon, Thro) говорят в провинциях Кхаммуан и Саваннакхет в Лаосе, а также в 53 деревнях провинций Каласин, Накорн-Паном, Нонг-Кай, Сакорн-Накорн, на обеих сторонах реки Меконг на Северо-востоке Таиланда.

## Названия
Здесь ниже представлено несколько местных обозначений диалектов для бру (Сидуэлл 2005:11).
- Ванкьеу (Van Kieu)
- Галлер (Galler)
- Катанг (Katang — не то же самое, что Kataang)
- Кхуа (Khua)
- Леу (Leu)
- Со (So ~ Sô)
- Чи (Tri)

## Письменность
Латинский алфавит для бру: A a, Á á, Â â, B b, C c, D d, E e, É é, Ê ê, Ễ ễ, H h, I i, Í í, Ĩ ĩ, K k, L l, M m, N n, O o, Ó ó, Ô ô, Ố ố, Ỗ ỗ, Ơ ơ, Ớ ớ, Ỡ ỡ, Ŏ ŏ, Ŏ́ ŏ́, P p, R r, S s, T t, U u, Ú ú, Ũ ũ, Ư ư, Ứ ứ, Ữ ữ, V v, Y y.